# Rouennais (langue)
Le rouennais (parfois désigné sous le nom de purin de Rouen ou purinique que lui donnaient ses habitants au XIXe siècle) est une variété de la langue normande parlée autrefois à Rouen par la population des bas quartiers de la ville. Cette langue, aux traits linguistiques très proches du brayon et du cauchois, mais aussi du français, s’est progressivement raréfiée à partir des années 1960 mais survit dans le parler rouennais contemporain ainsi que dans la mémoire des habitants de Rouen qui la connaissent encore bien, quoique ne la parlant souvent plus spontanément dans la vie quotidienne mais la rappelant quand il s’agit de faire sentir un parler « local » et « rustique » de manière humoristique. Cette mémoire est facilitée par la proximité du normand rouennais avec le français, puisqu’il s’agit de deux langues d’oïl. En outre, le normand rouennais a donné beaucoup de mots, de tournures de phrase, de variations dans la conjugaison des verbes et même son accent au français que parlent les Rouennais aujourd’hui, à tel point que la francisation de surface a remarquablement intégré et conservé beaucoup du rouennais.
Le rouennais a donné une littérature assez riche avec notamment les vers burlesques de La Muse Normande au XVIIe et XVIIIe siècles.

## Grammaire

### Articles
L'article défini rouennais se décline comme suit :
- au masculin le est prononcé « l’ » voire « eul » : l'gardin (« le jardin »), j' sieus dans l' c'min (« je suis dans le chemin »), i' cante eul mauvais cant (« il chante le mauvais chant »), l'homme euq j'ai vu (« l'homme que j'ai vu ») ;
- au féminin, comme en français : la, qui devient l' devant une voyelle : la fille, c'est l'heure d'y aller ;
- au pluriel les se prononce l'z devant une voyelle : les vakes sont icite (« les vaches sont ici »), l'z éfants sont r'venus (« les enfants sont revenus »), dans l'z annèyes passèyes (« dans les années passées »).

l'article indéfini se décline comme suit :
- au masculin un : un âb'e su' l' c'min (« un arbre sur le chemin »), un liv'e (« un livre ») ;
- au féminin eune : eune bonne dame, eune feis (« une fois ») ;
- au pluriel des, qui devient d'z devant une voyelle : des bézots (« des gamins »), d'z oreilles (« des oreilles »), j' mets d'z herbes (« je mets des herbes »).

L'article démonstratif se décline comme suit :
- au masculin çu (parfois chu comme tous les mots en -c- comprenant ce son, le chuintement si typiques du normand et du picard n’est pas aussi net en rouennais qu’en cauchois ou en brayon), devant une voyelle il devient c't : çu biau temps (« ce beau temps »), j' vis c't asticot-là (« j'ai vu cet olibrius ») ;
- au féminin c'te et c't' devant voyelle : c'te corporance (« cette corpulence »), est c't' adrèche-cite (« c'est cette adresse »).
- au pluriel ces, qui devient c'z devant une voyelle : ces caires (« ces chaises »), c'z agaches (« ces pies »).

En rouennais comme en français, l’accent binaire hérité du latin est responsable de ces alternance de prononciation pour la voyelle « e ».

## Morphologie et syntaxe
- yi correspond au pronom COI lui, il se réduit en i après j’ : i yi répondit qu’i n’vouleit brin (« il lui répondit qu’il ne voulait pas »), j’i ai dit nenni (« je lui ai dit non »).
- yeux (prononcé yeuz, d’où cet -x) correspond à leur COI : i yeux a baillé (« il leur a donné »)
- les pronoms sont toujours dans l’ordre COD-COI, alors qu’en français standard ces positions sont variables. Ainsi, on dira j’èl me donne (« je le me donne ») alors qu’en français, la phrase serait spontanément je me le donne. D’où le sobriquet rouennais « refais-le-me-le ».

## Vocabulaire
- ne brin : ne pas
- boujou : bonjour
- boujou bien : salut ! (en partant)
- bardi-barda ! : patatra !
- rien + adjectif : très (en ancien français, rien – du latin rem – voulait dire chose, son usage dans le sens de « très » dérive de ce qu’on renforçait le sens de la phrase en associant au sujet le mot chose : c’est rien grand voulait littéralement dire c’est chose grande ou c’est chose de grand)
- cor ou cô : encore
- à c't'heure et à c't'heure-cite : maintenant
- orains : il y a peu, il n’y a pas longtemps (de l’ancien français orainz du latin hora antes, « l’heure d’avant »)
- pou(r) mais qu’ : pourvu que
- âb'e : arbre
- caboche : chou
- nom des Dieppes ! : juron
- neuche : noce
- cauche : chaussure (on dit les cauches pour les chaussures)
- cauchie : chaussée, voie
- caud : chaud
- souler : « souloir », avoir l’habitude de ...
- arder : brûler
- attivelle : ornement, chose, truc
- câtel (-l final parfois muet) ou câtiau (pluriel dans tous les cas : des câtiaux) : château
- un appel > des appiaux : un appel > des appels (ancienne forme appeaux, la plupart des mots français se terminant en -eau se terminent en rouennais en -el — l’-l final est parfois muet –, leur pluriel est toujours en -iaux)
- veir : voir
- grigner ou greigner : grimacer
- faire des grignies (ensuite francisé en faire des grignées) : bouder, faire la moue
- quièv'e : chèvre (de l’ancien normand kievre contre chievre en ancien français parisien)
- quien : chien
- yoghourt (le -t final est muet) : yaourt
- cat : chat
- iau : eau
- manger > j' manjue : manger > je mange (cette conjugaison vient directement de l’ancien français : le verbe mangier faisait en effet je manjue aux 3 premières personnes de l’indicatif présent singulier)
- qu'mencher : commencer
- mâquer : mâcher, manger
- pucheux : seau pour aller au puits
- mâqueux : mangeur
- pêqueux : pêcheur
- queval, gueval ou geval : cheval
- digonner : titiller
- catouiller : chatouiller
- êt'e catouille : être sensible

## Littérature

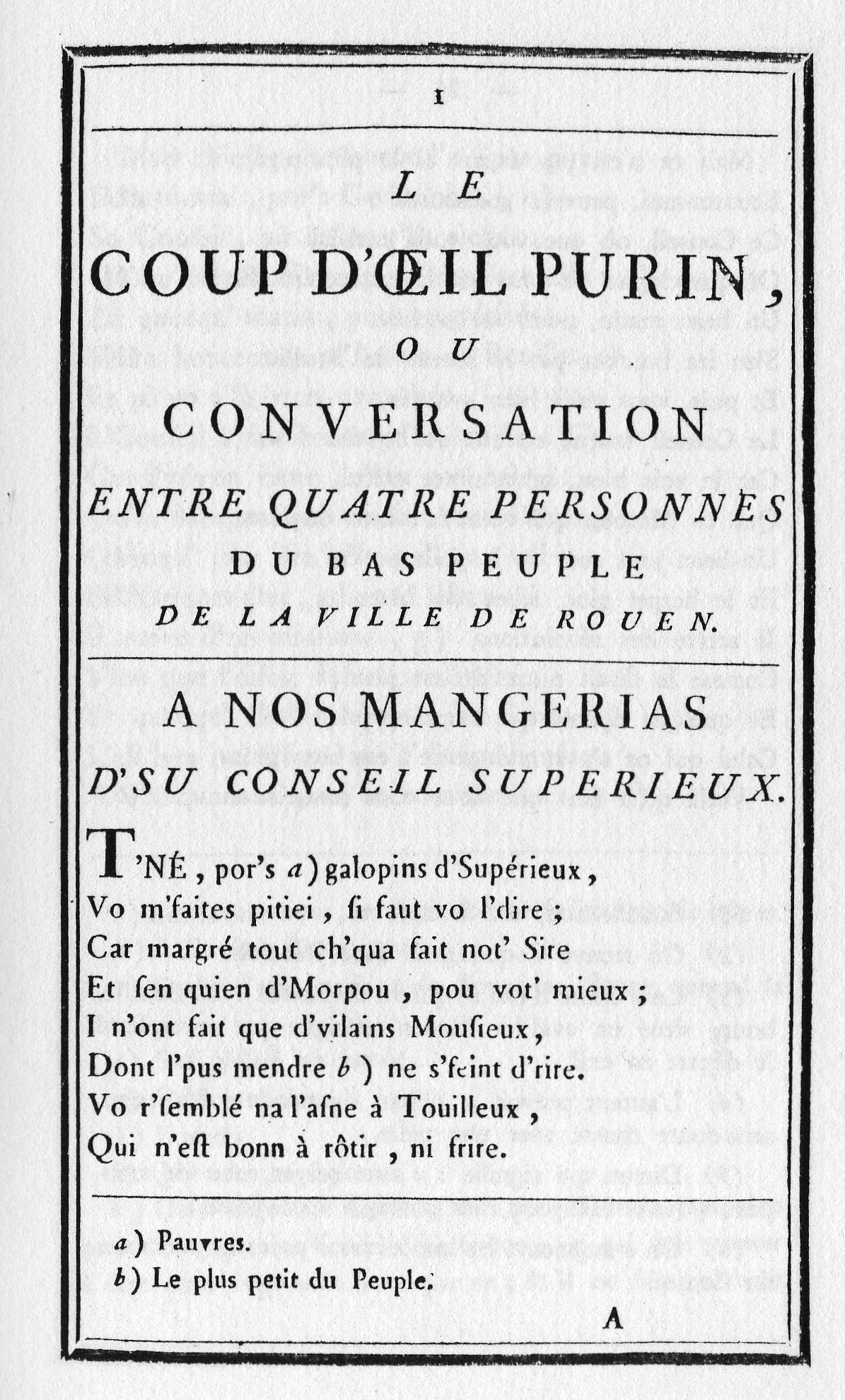
Le Coup d'œil purin, Rouen, 1773

C'est David Ferrand qui a publié de 1625 jusqu'en 1653 des poèmes en language purinique. Ces poèmes ont été repris en 1655 dans son Inventaire général de la Muse Normande. Louis Petit a fait paraître en 1658 un recueil La Muse normande. Vers la fin du XVIIe siècle La Farce des Quiolards a été publiée à Rouen.
Pendant la première moitié du XVIIIe siècle, Lettre de deux paisans de Caux, purins à Rouen, sur les affaires du temps. Le Coup d'œil purin de 1773 critiquait les ministres de Louis XV.